# Torre de Moncorvo
Torre de Moncorvo ('toʁ(ɨ) dɨ mõ'koɾvu) è un comune portoghese di 9 919 abitanti situato nel distretto di Braganza.

## Società

### Evoluzione demografica
| Popolazione di Torre de Moncorvo (1801 – 2004) | Popolazione di Torre de Moncorvo (1801 – 2004) | Popolazione di Torre de Moncorvo (1801 – 2004) | Popolazione di Torre de Moncorvo (1801 – 2004) | Popolazione di Torre de Moncorvo (1801 – 2004) | Popolazione di Torre de Moncorvo (1801 – 2004) | Popolazione di Torre de Moncorvo (1801 – 2004) | Popolazione di Torre de Moncorvo (1801 – 2004) | Popolazione di Torre de Moncorvo (1801 – 2004) |
| ---------------------------------------------- | ---------------------------------------------- | ---------------------------------------------- | ---------------------------------------------- | ---------------------------------------------- | ---------------------------------------------- | ---------------------------------------------- | ---------------------------------------------- | ---------------------------------------------- |
| 1801                                           | 1849                                           | 1900                                           | 1930                                           | 1960                                           | 1981                                           | 1991                                           | 2001                                           | 2004                                           |
| 6575                                           | 8496                                           | 15701                                          | 16155                                          | 18741                                          | 13674                                          | 10969                                          | 9919                                           | 9408                                           |

## Freguesias
- Açoreira
- Adeganha
- Cabeça Boa
- Cardanha
- Carviçais
- Castedo
- Felgar
- Felgueiras
- Horta da Vilariça
- Larinho
- Lousa
- Maçores
- Mós
- Peredo dos Castelhanos
- Souto da Velha
- Torre de Moncorvo
- Urrós